# Delta de l'Escorpió

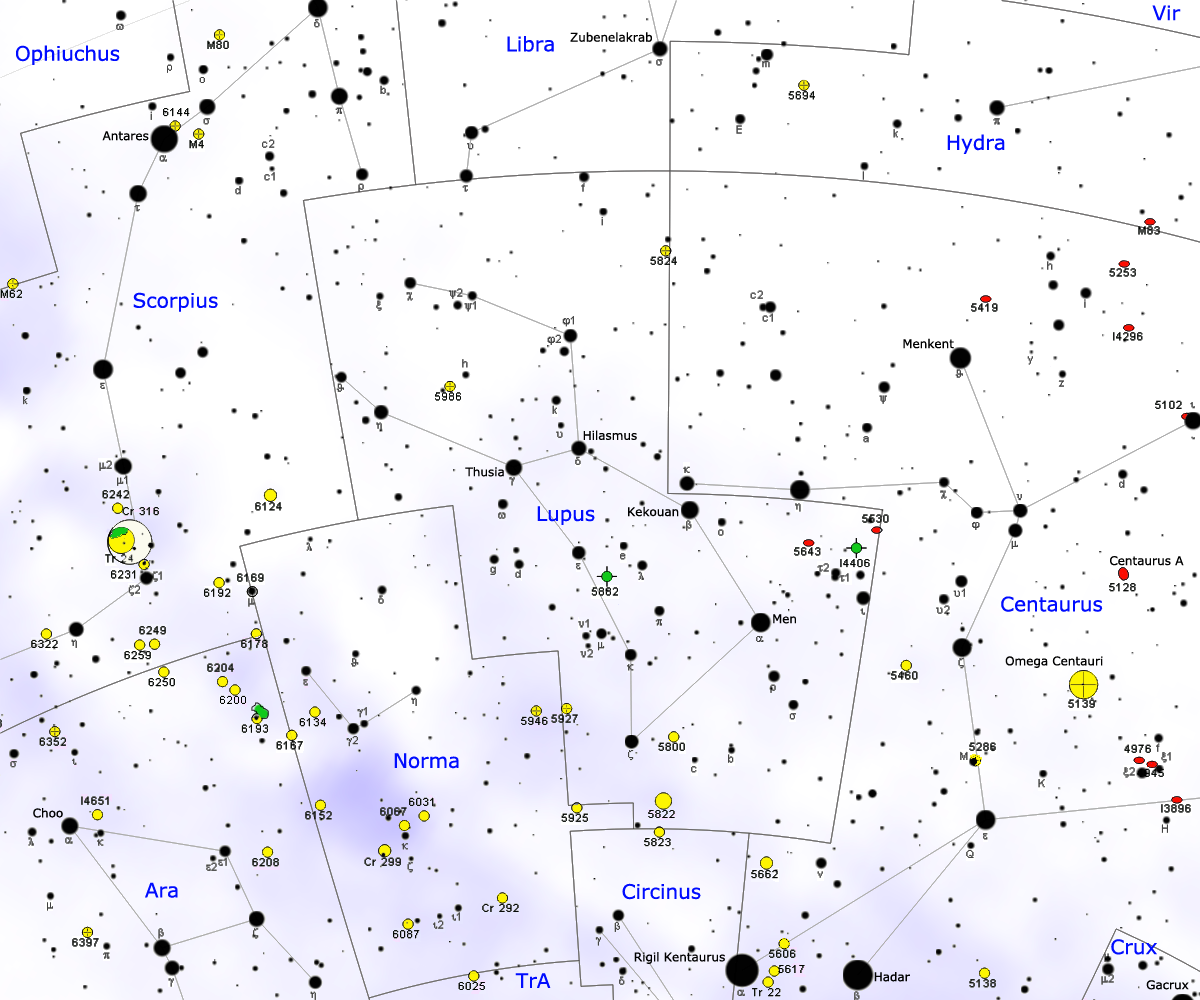
Dschubba a la seva constel·lació

Delta de l'Escorpió (δ Scorpii) és una estrella binària a la constel·lació de l'Escorpió. La component principal s'anomena Dschubba; el seu nom probablement prové de l'àrab A l'Jabhah, "el front", per la seva posició en el cos de l'escorpí. Es troba a 402 anys llum del sistema solar.
El component principal, Dschubba, és una estrella blava de tipus espectral B0 la seva lluminositat inclou la  radiació emesa ultraviolada que és 14.000 vegades superior a la del Sol. Amb una  velocitat de rotació d'almenys 181 km / s -90 vegades més alta que la del Sol, és cinc vegades més gran que la nostra estrella. L'estrella ha patit un brusc canvi, en l'any 2000 va començar a augmentar de brillantor de magnitud aparent de +2,32 va arribar a assolir gairebé la primera magnitud al transformar-se en una estrella Be envoltada per un disc circumestel·lar. En 2008 la seva magnitud era de +2,1, 0,2 magnituds per sobre de la seva brillantor habitual.
L'estrella principal està acompanyada per una estrella més freda també de tipus B, 10 vegades menys lluminosa que la seva companya. Separades ~0,4 ua, el període orbital d'aquesta  binària és de només 20 dies. Una tercera estrella, que la seva lluminositat és 2 / 3 de la component principal, es troba a una distància mínima d'aquesta igual a la que separa  Saturn del Sol. Finalment, el quart component es troba almenys a 19 ua del parell interior. Es pensa que totes elles poden estar a la seqüència principal, encara que la més brillant pot haver arribat a la fase de subgegant. Totes són estrelles massives amb masses compreses entre 6 i 12  masses solars.